# 말라츠키구

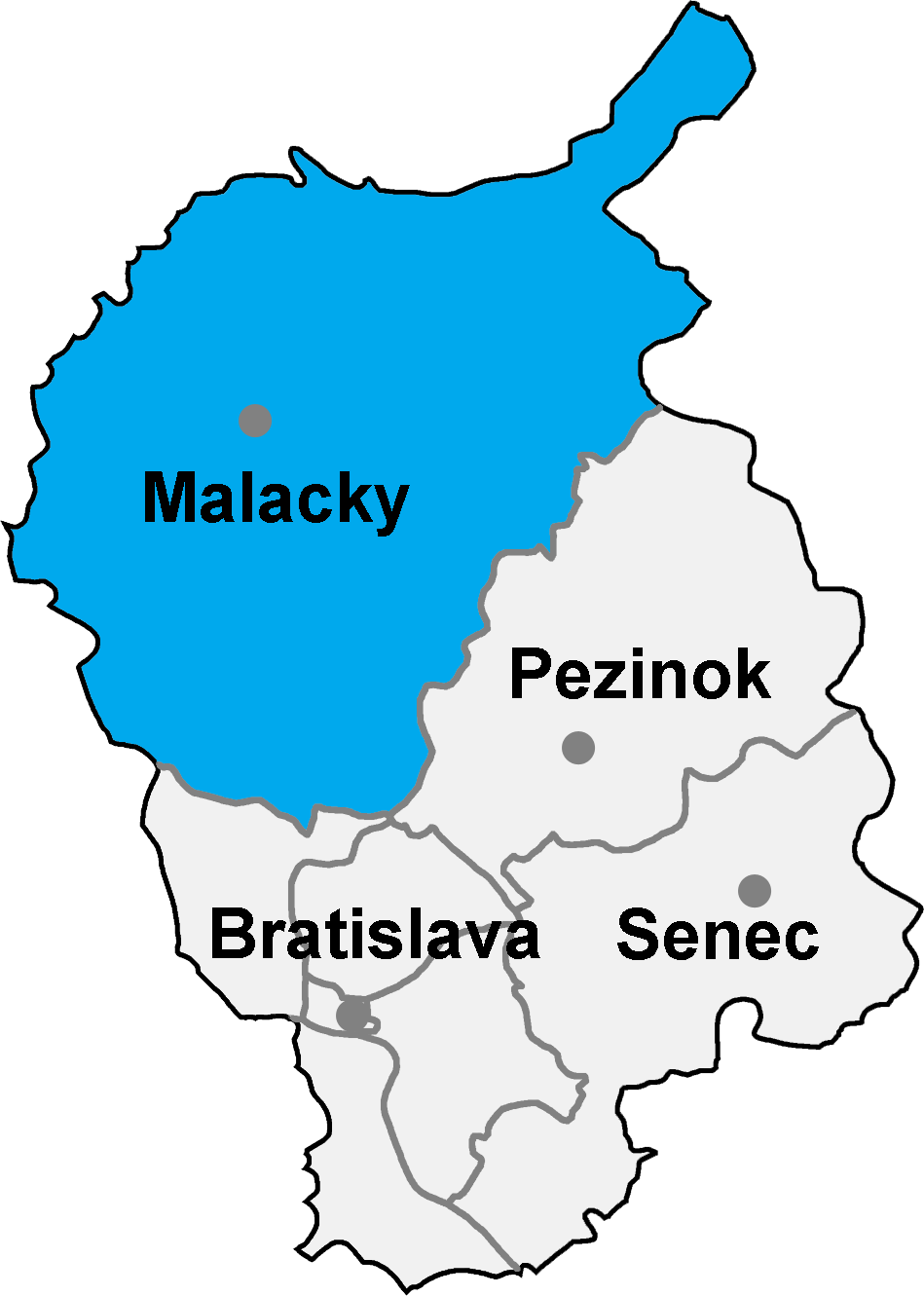
말라츠키구의 위치

말라츠키구(슬로바키아어: Okres Malacky)는 슬로바키아 브라티슬라바주를 구성하는 8개 구 가운데 하나로 행정 중심지는 말라츠키이며 면적은 949.46km2, 인구는 69,222명(2014년 기준), 인구 밀도는 70.52명/km2이다.
브라티슬라바주 북부에 위치하며 26개 지방 자치체(2개 시, 24개 마을)를 관할한다. 북쪽과 북동쪽으로는 트르나바주 세니차구, 동쪽으로는 트르나바주 트르나바구, 남동쪽으로는 페지노크구, 남쪽으로는 브라티슬라바와 접하며 서쪽으로는 오스트리아와 국경을 접한다.